# تومیتسه (استان اوپوله)
تومیتسه (به لهستانی: Tomice) یک منطقهٔ مسکونی در لهستان است که در گمینا گووگووک واقع شده‌است. تومیتسه ۱۱۴ نفر جمعیت دارد.